# ファールーク・ホスニー
ファールーク・アブドゥルアズィーズ・ホスニー（アラビア語: فاروق عبد العزيز حسني、Farouq Abdulaziz Hosni,1938年 - ）はエジプトの政治家・画家。アレクサンドリア出身。元エジプト文化相。
1987年にエジプト文化相に就任して以降、2011年まで長期に渡って文化相を務めた。ムバーラク前大統領の信任が非常に厚いと言われていた。
2009年にユネスコの事務局長選に立候補し、当初は有利が伝えられたが、決選投票の結果ブルガリアのイリナ・ボコヴァに敗れた。落選後も2011年エジプト革命まで大臣の座にとどまった。
2012年9月4日不当利得の容疑で不当利得局により刑事裁判所に起訴された。